# Lebanon (Missouri)
Lebanon é uma cidade localizada no estado americano de Missouri, no Condado de Laclede.

## Demografia
Segundo o censo americano de 2000, a sua população era de 12.155 habitantes.
Em 2006, foi estimada uma população de 13.774, um aumento de 1619 (13.3%).

## Geografia
De acordo com o United States Census Bureau tem uma área de
35,4 km², dos quais 35,3 km² cobertos por terra e 0,1 km² cobertos por água. Lebanon localiza-se a aproximadamente 358 m acima do nível do mar.

## Localidades na vizinhança
O diagrama seguinte representa as localidades num raio de 32 km ao redor de Lebanon.